# Entita (matematika)
Entita v matematice je entita, kterou zkoumá matematika a jsou s ní uskutečňovány matematické operace, je vždy rozlišitelná od jiných entit a existuje nezávisle na nich. Může být i abstraktním pojmem.

## Popis
První vjem člověka je reálně existující blízká osoba nebo nejbližší předměty, tedy objekty. Objekty se projevují v určité situaci, mohou se pohybovat a měnit v nějakém ději. Spojením objektu, situace a děje vznikají jevy, ty se mezi sebou odlišují nebo podobají. Mají tedy nějakou vlastnost.
Na základě zkoumání vlastností jevů, lze vytvořit pojem (je vytvořen ze souhrnu společných vlastností). Stejným postupem, z různých pojmů a jevů se tvoří další pojmy. Jevy a pojmy se nazývají entity.

## Příklad
Pojmy 1, 5, 700 – mají společnou vlastnost, určují pojem počet, který lze vzájemně porovnávat. Abstrakcí poté vznikne pojem přirozené číslo. K pojmu přirozené číslo lze přiřadit nekonečně mnoho dalších pojmů, např. 4, 11, 521.